# Chalvagne
Die Chalvagne (französisch: Ravin de Chalvagne) ist ein kleiner Fluss in Frankreich, der im  Département Alpes-de-Haute-Provence in der Region Provence-Alpes-Côte d’Azur verläuft. Sie entspringt in den französischen Seealpen, im Gemeindegebiet von Val-de-Chalvagne, entwässert generell Richtung Nordost durch ein gering besiedeltes Gebiet, bricht mit einer imposanten Schlucht ins Var-Tal und mündet nach rund 15 Kilometern im Gemeindegebiet von Entrevaux als rechter Nebenfluss in den Var. Im Mündungsabschnitt quert die Chalvagne die Bahnstrecke Nizza–Digne-les-Bains.

## Orte am Fluss
(Reihenfolge in Fließrichtung)
- Les Cognas, Gemeinde Val-de-Chalvagne
- La Serre, Gemeinde Val-de-Chalvagne
- Le Champ, Gemeinde Val-de-Chalvagne
- Entrevaux